# Голишанка
Голишанка (пол. Holiszanka, Serbin) — гірська річка в Україні, у Коломийському районі Івано-Франківської області. Права притока Отинського Потоку, (басейн Дністра).

## Опис
Довжина річки 17 км, найкоротша відстань між витоком і гирлом — 11,44  км, коефіцієнт звивистості річки — 1,49 . Формується багатьма безіменними струмками.

## Розташування
Бере початок в урочищі Коршевський Ліс. Тече переважно на північний захід через Черемхів, Лісний Хлібичин, Голосків, Угорники і у селищі Отинія впадає у Отинський Потік, правий доплив річки Ворони.
У Словнику гідронімів України зазначена як права притока Ворони, що у нижній течії носить назву Октинський.

## Цікавий факт
- Інша назва річки Сербень (пол. Serbin[1]).
- У селі Лісний Хлібичин річку перетинає автошлях Н10.